# In Our Lifetime (Marvin Gaye)
In Our Lifetime is het zestiende studioalbum van de Amerikaanse soulzanger Marvin Gaye. Het werd op 15 januari 1981 uitgebracht en was tevens zijn laatste album op Tamla, het sublabel van Motown waar hij twintig jaar onder contract stond.

## Achtergrond
Het album werd al in 1979 aangekondigd via de single Ego Tripping Out en zou oorspronkelijk Love Man heten. Na de negatieve reacties op zijn echtscheidingsplaat Here, My Dear hoopte Gaye het poppubliek te heroveren met vrolijke disconummers. Zijn privéleven was echter allesbehalve vrolijk; zijn tweede huwelijk (met de 17 jaar jongere Janis Hunter) was eveneens op de klippen gelopen, en hij worstelde met drugs- en belastingproblemen. De plaatopnamen werden stilgelegd voor een wereldtournee, maar Gaye had daar geen zin in en liet enkel de concerten op Hawaï en Japan doorgaan. Gaye werd door zijn bassist voor de rechtbank gedaagd en liet zich failliet verklaren, met als gevolg dat hij al zijn bezittingen kwijtraakte waaronder zijn studio.
Gaye trok zich terug op Hawaï waar hij een half jaar verbleef; met geld van Motown hervatte hij de opnamen, maar het resultaat viel zodanig tegen dat hij besloot om opnieuw te beginnen. In plaats van met Michael Jackson en de toen nog onbekende Prince te willen concurreren, besloot hij weer sociaal-politieke onderwerpen aan te snijden zoals op het negen jaar oude What's Going On. Motown weigerde hem nog geld te geven zolang het album niet af was.
Gaye herschreef de nummers en noemde het album nu In Our Lifetime ? (dan nog met vraagteken). De opnamen vonden plaats in Londen na afloop van een Europese tournee die hem bijna weer een rechtszaak opleverde omdat hij te laat kwam opdagen bij het galaconcert dat door prinses Margaret werd bijgewoond. Net toen Gaye eind 1980 het album begon te mixen liet Motown de mastertapes ophalen om er zelf een verkoopbaar product van te maken. Gaye was daar woedend om; "Hoe konden ze mij zoiets aandoen? Alsof je Picasso een onafgemaakt schilderij uit handen grist en er op gaat lopen kliederen". Hij zwoer nooit meer voor Motown op te nemen.
In Our Lifetime, met de singles Praise en Heavy Love Affair verscheen op 15 januari 1981; het vraagteken was weggelaten, maar het hoesontwerp waarop de zanger is afgebeeld als engel en duivel boven een troosteloze wereld was intact gebleven. Ondanks positieve recensies verkocht het album matig en werd het ondergesneeuwd door de op CBS uitgebrachte opvolger Midnight Love. In 1994, tien jaar na het overlijden van Gaye, werd In Our Lifetime op cd uitgebracht met Ego Tripping Out als bonustrack. In 2007 volgde de luxe heruitgave met de oorspronkelijke mix en de Love Man-sessies; tevens werd het vraagteken in ere hersteld.

## Tracklijst
Alle nummers zijn geschreven, gearrangeerd, gecomponeerd en geproduceerd door Marvin Gaye.

### Oorspronkelijke release uit 1981
Kant A
1. "Praise" – 4:51
2. "Life Is for Learning" – 3:39
3. "Love Party" – 4:58
4. "Funk Me" – 5:34

Side B
1. "Far Cry" – 4:28
2. "Love Me Now or Love Me Later" – 4:59
3. "Heavy Love Affair" – 3:45
4. "In Our Lifetime" – 6:57

- NB: de re-release uit 1994 begint met Ego Tripping Out.

### Luxe heruitgave
CD 1 one (bonustracks)
1. "Nuclear Juice" (Air Studios Mix Outtakes) – 5:46
2. "Ego Tripping Out" (Air Studios Mix Outtakes) – 4:55
3. "Far Cry" (Air Studios Mix Outtakes) – 6:21
4. "Ego Tripping Out" (Love Man: The Single) – 5:13
5. "Ego Tripping Out – Instrumental" (Love Man: The Single) – 3:43

Disc two
1. "Praise" (Odyssey Studios Mix) – 5:09
2. "Life Is For Learning" (Odyssey Studios Mix) – 3:53
3. "Heavy Love Affair" (Odyssey Studios Mix) – 4:40
4. "Love Me Now or Love Me Later" (Odyssey Studios Mix) – 5:43
5. "Ego Tripping Out" (Odyssey Studios Mix) – 4:37
6. "Funk Me" (Odyssey Studios Mix) – 5:13
7. "In Our Lifetime" (Odyssey Studios Mix) – 5:51
8. "Love Party" (Odyssey Studios Mix) – 5:18
9. "Life's a Game of Give and Take" (The Love Man Sessions) – 4:57
10. "Life Is Now in Session" (The Love Man Sessions) – 4:04
11. "I Offer You Nothing But Love" (The Love Man Sessions) – 6:03
12. "Just Because You're So Pretty" (The Love Man Sessions) – 5:06
13. "Dance 'N' Be Happy" (The Love Man Sessions) – 6:49
14. "Funk Me, Funk Me, Funk Me" (The Love Man Sessions) – 5:49
15. "A Lover's Plea" (The Love Man Sessions) – 6:10